# Байново (Череповецкий район)
Байново (до 2019 года также Бойново) — деревня в Череповецком районе Вологодской области России.
Входит в состав Югского сельского поселения (с 1 января 2006 года по 8 апреля 2009 года входила в Шалимовское сельское поселение), с точки зрения административно-территориального деления — в Шалимовский сельсовет.
Расстояние до районного центра Череповца по автодороге — 56 км, до центра муниципального образования Нового Домозерова по прямой — 28 км. Ближайшие населённые пункты — Дорки, Шалимово, Верховье.
В реестр населённых пунктов Вологодской области внесена под названием Байново.

## Население
По переписи 2002 года население — 21 человек (9 мужчин, 12 женщин). Всё население — русские.
| 2010 |
| ---- |
| 25   |